# Lucy Fricke
Lucy Fricke (*1974 Hamburk) je německá spisovatelka. Je autorkou především románů, věnuje se i filmu a organizaci literárního života.

## Život a dílo
Narodila se v Hamburku a žije v Berlíně. Vystudovala literární tvorbu na Německém literárním institutu v Lipsku (Deutsches Literaturinstitut Leipzig). Před studiem institutu se podílela na vzniku několika filmů, například Kurz und schmerzlos, Ein göttlicher Job, Töchter. Byla činná v různých institucích, několikrát obdržela stipendia aj. Pracovala například v Ledig House v New Yorku, v roce 2011 byla stipendistkou Goethe-Institutu Villa Kamogawa v Kjótu. Stipendium města Berlína obdržela v roce 2015, v roce 2016 získala stipendium Casa Baldi v Olevano Romano. V roce 2012 se účastnila programu International Writing na Univerzitě v Iowě. V letech 2019 - 2020 byla stipendistkou na Tarabya Cultural Academy v Instanbulu.
V roce 2005 získala cenu v soutěži pro mladou literaturu Open Mike s povídkou Winken bis nach Buenos Aires. Debutovala v roce 2007 románem Durst ist schlimmer als Heimweh. V roce 2010 vyšel její druhý román Ich habe Freunde mitgebrach, román Takeshis Haut vyšel v roce 2014. Její čtvrtý román Töchter (Dcery) vyšel v roce 2018 a stal se bestsellerem. Francouzský překlad byl nominován na Prix Femina v roce 2021 a dostal se do užšího výběru na Prix Medicis. Román získal v roce 2018 Bavorskou knižní cenu. Podle knihy byl natočený v roce 2021 stejnojmenný film.
Byla členkou v různých porotách, například v roce 2018 Open Mike 2018. Je spoluzakladatelkou Verein Kook, členkou PEN-Zentrum Deutschland a zakládající členkou PEN Berlin. Založila hamburský festival nezávislé literární scény HAM.LIT. – Lange Nacht junger Literatur und Musik.
V roce 2021 se účastnila v Praze mezinárodního open-air festivalu Literatura v parku. V roce 2023 hostovala na festivalu Svět knihy v Praze.

### Romány
- Durst ist schlimmer als Heimweh, 2007
- Ich habe Freunde mitgebracht, 2010
- Takeshis Haut, 2014
- Töchter, 2018
- Die Diplomatin, 2022

### Česky vydané knihy
- Dcery, 2020[15][16][17]
- Diplomatka, 2023[18][19]